# 基斯拉杜比納
51°12′20″N 34°25′41″E / 51.20556°N 34.42806°E
基斯拉杜比納（烏克蘭語：Кисла Дубина）是位於烏克蘭東北部的村莊，由蘇梅州蘇梅區的比洛皮利亞市鎮負責管轄。該村處於巴甫利夫卡河右岸，距離索利亞尼基和新伊萬尼夫卡1.5公里，海拔高度187米，2001年人口75。